# Цесарь, Александр Григорьевич
Александр Григорьевич Цесарь — советский военный деятель, генерал-майор.

## Биография
Родился в 1910 году в Деражне. Член КПСС с 1939 года.
С 1930 года — на хозяйственной, общественной и политической работе. В 1930—1960 гг. — красноармеец, на командных должностях в РККА, участник Великой Отечественной войны, командир 112-го гвардейского артиллерийского пушечного полка РГК, командир 39-й гвардейской пушечной артиллерийской бригады, на командных должностях в артиллерийских соединениях Советской армии.
Представлялся к звания Героя Советского Союза, но таковым не стал.
Умер в Москве в 1996 году.